# Epiblastus kerigomnensis
Epiblastus kerigomnensis är en orkidéart som beskrevs av Pieter van Royen. Epiblastus kerigomnensis ingår i släktet Epiblastus och familjen orkidéer.
Artens utbredningsområde är Papua Nya Guinea. Inga underarter finns listade i Catalogue of Life.